# Patrick Joseph O'Connell
Patrick Joseph O'Connell, també conegut com a Paddy O'Connell o Patricio O'Connell, (Dublín, 8 de març de 1887 - Londres, 27 de febrer de 1959) fou un jugador i entrenador de futbol irlandès.

## Trajectòria esportiva
Havia jugat com a defensa al Belfast Celtic FC, Sheffield Wednesday FC, Hull City AFC i Manchester United FC. Com a internacional va ser capità de la selecció irlandesa i fou membre de l'equip que guanyà el 1914 British Home Championship.
No obstant, O'Connell és probablement més conegut per entrenar diversos equips a la Lliga espanyola. El 1935 dirigí el Reial Betis i va aconseguir el seu únic títol de lliga i durant la Guerra civil espanyola portà el FC Barcelona de gira per Nord-amèrica, aconseguint ingressos econòmics pel club i la sortida de molts jugadors a equips forans.
Cessat del Barça el 1940, va morir a Londres el 1959.